# Wilhelm Heinrich
Wilhelm Władysław Heinrich (ur. 28 maja 1894 w Łodynie, zm. 5 lutego 1956 w Londynie) – podpułkownik dyplomowany piechoty Wojska Polskiego II Rzeczypospolitej, pułkownik Polskich Sił Zbrojnych, kawaler Krzyża Srebrnego Orderu Wojskowego Virtuti Militari.

## Życiorys
Urodził się jako syn Ferdynanda (maszynisty kolejowego) oraz Heleny z Rytarowskich. Po ukończeniu w roku 1912 gimnazjum w Samborze, rozpoczął studia na Wydziale Prawa Uniwersytetu Lwowskiego. Od 1913 roku był członkiem Związku Strzeleckiego, a w sierpniu 1914 roku wstąpił do Legionów Polskich, w których otrzymał przydział do 4 kompanii (w stopniu sierżanta dowodził plutonem). Ranny w rękę podczas bitwy pod Czepielami (24 sierpnia 1914 r.), leczył się w krakowskim szpitalu. Pod koniec stycznia 1915 r. przeniesiono go do 2 kompanii I batalionu 5 pułku piechoty LP (wchodzącego w skład I Brygady Legionów) - na stanowisko dowódcy plutonu. Kolejną ranę otrzymał pod Wysokim Litewskim (25 sierpnia 1915 r.), po czym przydzielony został do kadry Komendy Grupy Legionów Polskich w Kozienicach. Następnie służył w kompanii marszowej w tym mieście. Po wyruszeniu na front zachorował na tyfus i leczony był w Lublinie (wrzesień-listopad 1916 roku). Skierowany do Włocławka na stanowisko komendanta posterunku werbunkowego, potem pełnił tę funkcję w Kowalu i Sępólnie Krajeńskim. Po kryzysie przysięgowym (lipiec 1917 r.) wcielony do armii austro-węgierskiej i przydzielony do 100 pułku piechoty jako zastępca dowódcy plutonu. W sierpniu 1917 r. uczestniczył w 6 Kursie Wyszkolenia zorganizowanym w Zambrowie. Ranny w nogę pod Piavą (19 grudnia 1917 r.) . 
W odrodzonym Wojsku Polskim od 24 grudnia 1918 roku, skierowany do 5 pułku piechoty Legionów. W stopniu podporucznika dowodził plutonem i kompanią podczas walk o Lwów. Od marca 1919 r. dowodził 6 kompanią 6 pułku piechoty Legionów biorąc z nią udział w wojnie polsko-bolszewickiej. Następnie objął dowodzenie nad kompanią saperów tegoż pułku. Awansowany do rangi porucznika w dniu 5 kwietnia 1920 r., a do stopnia kapitana dnia 20 października tr. Ze względu na stan zdrowia oddelegowany do pracy sztabowej. W okresie od 6 kwietnia 1920 r. do 17 kwietnia 1921 r. zajmował stanowisko referenta w Sekcji Piechoty Departamentu I Broni Głównych Ministerstwa Spraw Wojskowych, a potem przydzielony został do 1 Dywizji Litewsko-Białoruskiej. Początkowo pełnił służbę jako oficer sztabu, a w okresie późniejszym objął stanowisko szefa sztabu dywizji .
Na dzień 1 czerwca 1921 roku kapitan Wilhelm Heinrich pozostając wciąż oficerem 6 pp Leg. pełnił nadal służbę w strukturach 1 Dywizji Litewsko-Białoruskiej. Za odwagę i męstwo okazane podczas walk w szeregach 6 pułku piechoty Leg. odznaczony został Krzyżem Srebrnym Orderu Virtuti Militari, co zostało potwierdzone dekretem Wodza Naczelnego marszałka Józefa Piłsudskiego L. 3393 (opublikowanym w Dzienniku Personalnym MSWojsk. Nr 41 z dnia 6 grudnia 1921 roku). Dekretem Naczelnika Państwa i Wodza Naczelnego z dnia 3 maja 1922 roku (sygnatura: L. 19400/O.V.) został zweryfikowany w stopniu kapitana ze starszeństwem z dniem 1 czerwca 1919 roku i 950. lokatą w korpusie oficerów piechoty. Od 2 marca 1923 r. do czerwca 1924 r. pełnił służbę w Ekspozyturze Nr 6 Oddziału II Sztabu Generalnego w Brześciu, piastując stanowisko kierownika tejże Ekspozytury. 
Powrócił do służby w macierzystym 6 pułku piechoty Leg., w którym objął dowodzenie nad kompanią szkolną. W roku 1923 zajmował 858. lokatę pośród kapitanów piechoty, a w rok później była to już 437. lokata. Do rangi majora promowany został w dniu 12 kwietnia 1927 r. przez prezydenta RP Ignacego Mościckiego, ze starszeństwem z dniem 1 stycznia 1927 roku i 71. lokatą w korpusie oficerów piechoty. Jako oficera 6 pp Leg. przeniesiono go do kadry oficerów piechoty. Piastował w tym czasie stanowisko kierownika wydziału w Departamencie Piechoty MSWojsk.. Z dniem 15 października 1930 został przeniesiony do 75 pułku piechoty w Chorzowie na stanowisko dowódcy batalionu. W roku 1930 zajmował 354. lokatę łączną pośród majorów korpusu piechoty (była to jednocześnie 67. lokata w starszeństwie), a w roku 1932 była to 56. lokata w swoim starszeństwie. Za pracę w dziele odzyskania niepodległości Wilhelm Heinrich został, na mocy zarządzenia prezydenta RP Ignacego Mościckiego z dnia 13 kwietnia 1931 roku, odznaczony Krzyżem Niepodległości.
Z dniem 3 listopada 1932 został powołany do Wyższej Szkoły Wojennej w Warszawie, w charakterze słuchacza Kursu 1932/34 (na dzień 1 lipca 1933 r. zajmował 55. lokatę w starszeństwie, a jednocześnie 222. lokatę łączna pośród majorów piechoty). Po ukończeniu kursu jako absolwent XIII promocji otrzymał, w dniu 1 listopada 1934 r., tytuł naukowy oficera dyplomowanego. Został wówczas przeniesiony na nowe stanowisko służbowe - do 14 Dywizji Piechoty, w której objął funkcję jej szefa sztabu. Do stopnia podpułkownika piechoty awansowany został z dniem 1 stycznia 1935 roku i 18. lokatą (była to w tym czasie 276. lokata łączna pośród wszystkich podpułkowników piechoty). Następnie służył na stanowisku szefa wywiadu wojskowego w Wydziale Wywiadowczym (IIa) Oddziału II Sztabu Głównego Wojska Polskiego. 
Na dzień 23 marca 1939 piastował funkcję szefa Wydziału Kontrwywiadu (IIb) w Oddziale II Sztabu Głównego. We wrześniu 1939 r. był zastępcą szefa Biura Wywiadowczego II rzutu Oddziału II Sztabu Naczelnego Wodza. Przez Rumunię przedostał się do Francji - przebywał w koszarach Bessières i w Ośrodku Wyszkolenia Oficerów Parthenay. Nie wziął udziału w walkach kampanii francuskiej. Następnie w Wielkiej Brytanii - w obozach w Douglas i Broughton. Objął funkcję szefa Wydziału Studiów i Szkoleń Spadochronowych Oddziału III Sztabu Naczelnego Wodza, a od lipca 1941 roku zajmował różne stanowiska w Oddziale II. W październiku 1942 r. został skierowany do ośrodka "cichociemnych" w Fort William (Szkocja) i powołany na zastępcę kierownika oraz wykładowcę. Następnie mianowany zastępcą komendanta Oficerskiej Szkoły Wywiadu pod Glasgow. Do rangi pułkownika dyplomowanego awansowany został w maju 1945 roku. Do kwietnia 1946 r. przewodniczył Komisji Regulaminowej Piechoty. Osiadł w Anglii, gdzie działał między innymi w londyńskim Instytucie Piłsudskiego.
Zmarł w Londynie i spoczął na cmentarzu Brompton. Wilhelm Heinrich nie założył rodziny .

## Ordery i odznaczenia
- Krzyż Srebrny Orderu Wojskowego Virtuti Militari nr 4833[27] (1921)[28]
- Krzyż Niepodległości (13 kwietnia 1931)[29]
- Krzyż Walecznych (czterokrotnie)[15]
- Złoty Krzyż Zasługi (10 listopada 1928)[30][31]
- Medal 10 Rocznicy Wojny Niepodległościowej (Łotwa)[32]